# 卡布亞 (安通區)
卡布亞（西班牙語：Cabuya），是巴拿馬的城鎮，位於該國中部，由科克萊省的安通區負責管轄，面積60.6平方公里，海拔高度508米，2010年人口2,119，人口密度每平方公里35人。